# Olympique Club de Khouribga
L'Olympique Club de Khouribga, sovint conegut com a OCK, és un club de futbol marroquí de la ciutat de Khouribga.

## Palmarès
- Lliga marroquina de futbol:[1]
  - 2007
- Copa marroquina de futbol:[2]
  - 2006, 2015
- Recopa aràbiga de futbol:
  - 1996
- Copa del Mar Mediterrani:
  - 1947